# 門脇麥
門脇麥（日语：／ Kadowaki Mugi，1992年8月10日—），日本女演員，東京都出身。經紀公司為Humanite。

## 經歷
2011年，門脇以電視劇《美女鮮師No.1》出道，當時經紀公司為Blooming Agency。
2013年，以廣告「チョコラBB Feチャージ」引起話題；同年，初次主演電影《Schoolgirl Complex》，與森川葵雙掛主演，並寫下日本首次將寫真集「電影化」的紀錄。
2014年，在情色電影《愛的放題》中的大膽演出而受到注目，獲得第36回橫濱電影節最優秀新人賞，在「日本藝人名鑑」中亦被1000位圈內人士票選「2014年最期待的新生代演員第3名」。同年，初主演電視劇，為日本電視台深夜劇的《水手服與宇宙人》。
2019年，以電影《若松獨立Go Go Go》獲得第61回藍絲帶獎主演女優賞。

## 人物
父親工作的關係，自出生到5歲都生活於美國紐約，之後成長於日本東京。
從小開始跳古典芭蕾，師從岸邊光代。於5、6歲時起，以成為芭蕾舞者為目標奮鬥，但是中學二年級時，認為「自己沒有天份」，中斷芭蕾。2013年，和竹野內豐共演的廣告「ガスの仮面 MASK OF GAS」中再度以芭蕾之姿登場。

## 戲劇作品

### 電影
- 奪命捉迷藏（2012年5月12日）
- インターミッション（2013年2月23日）[14]
- カサブランカの探偵（2013年3月2日）[15][16]
- 海辺の町で（2013年3月30日，シネマ☆インパクト）[17]
- 私處（2013年8月17日） - 主演・三塚チユキ[5][7]
- 愛的放題（日语：愛の渦#映画）（2014年3月1日） - 女大學生[9][18]
- 黑金丑嶋君2（2014年5月16日） - 藤枝彩香[19]
- 平安日365天幸福的呼吸（日语：シャンティ デイズ 365日、幸せな呼吸）（2014年10月25日） - 主演・本沢海空[20]
- Again 第28年的甲子園（日语：アゲイン (重松清)#映画）（2015年1月17日） - 沙奈美[21]
- 合葬（日语：合葬#映画）（2015年9月26日） - 福原砂世
- 太陽（日语：太陽_(2016年の映画)）（2016年4月23日） - 生田結
- 狼少女與黑王子（2016年5月28日） -  三田亞由美
- 二重生活（日语：二重生活_(小池真理子)#映画）（2016年6月25日） - 主演・珠
- 14之夜（14の夜）（2016年12月24日） - 大山春子
- 當他們認真編織時（2017年2月25日） - 佑香
- 死小孩（2017年6月17日） - 原田尚美
- 今天開始學會笑（日语：世界は今日から君のもの）（2017年7月15日）  - 主演・小沼真實
- 解憂雜貨店（2017年9月23日）：飾演 芹 [22]
- KOKORO（2017年11月4日） -
- 花筐／HANAGATAMI（日语：花筐/HANAGATAMI）（2017年12月16日） - 千歲
- SUNNY／32（日语：サニー/32）（2018年2月17日） - 第2個SUNNY
- 若松獨立Go Go Go（日语：止められるか、俺たちを）（2018年10月13日）  - 主演・
- 這裡好無趣來帶我走（日语：ここは退屈迎えに来て）（2018年10月19日） - 我（あたし）
- 吉娃娃羅曼死（日语：チワワちゃん#映画）（2019年1月18日）- [23]
- 再見了，唇（日语：さよならくちびる）（2019年5月31日） - 主演・（與小松菜奈雙主演）
- 東京貴族女子 (2020年11月5日)
- 淺草小子（2021年12月9日） - 千春
- 天間莊的三姊妹（2022年10月28日） -
- 老狐狸（2023年11月24日） - 楊君梅

### 電視劇
- 美咲 No.1（2011年1月12日－3月16日，日本電視台） - 大和田麦
- 野田さんとメリークリスマス（2011年12月24日，NHKワンセグ2）
- 一人靜 最終話（2012年11月25日，WOWOW） - 佐川真琴
- 第二樂章（2013年4月16日－6月11日，NHK） - 遠藤鈴奈[24]
- NHK大河劇（NHK）
  - 八重之櫻 第44話 - 第49話（2013年11月3日－12月8日） - 山本久栄
  - 麒麟來了（2020年1月19日－2021年2月7日） - 駒[25]
- 想要活下去 想要幫助他（日语：生きたい たすけたい）（2014年3月11日，NHK） - 加奈子
- Black President（2014年4月8日－6月17日，關西電視台） - 岡島百合
- 水手服與宇宙人（日语：セーラー服と宇宙人（エイリアン）〜地球に残った最後の11人〜）（2014年6月26日－8月21日，日本電視台） - 主演・水瀬希望[26]
- 戦う女（2014年10月17日－11月14日，富士電視台NEXT）[27]
- 綁匪的女兒（日语：翳りゆく夏#テレビドラマ）（2015年1月18日－，WOWOW） - 朝倉比呂子[28]
- 佐知とマユ（2015年3月17日，NHK） - 主演・中山佐知[29]
- NHK晨間劇 小希（2015年4月6日－9月26日，NHK） - 寺岡みのり[30]
- 偵探的偵探（2015年7月9日－9月17日，富士電視台） - 市村凜（第7話－最終話）
- 極樂天使 通靈男女（2016年4月23日－6月18日，日本電視台） - 緒川千里
- 火花（2016年6月3日，Netflix） - 真樹
- 鐵證懸案～真相之門～（2016年10月22日－2016年12月24日，WOWOW） - 高水晶（第六話－情書）
- 反轉（2017年4月14日－2017年6月16日、TBS） - 谷原明日香
- 小悅（日语：悦ちゃん）（2017年7月15日－9月16日，NHK） - 池辺鏡子
- ショートショート木皿泉劇場 さよなら不思議ちゃん（2017年12月9日，NHK BS Premium） -
- 致命之吻（2018年1月7日－3月11日，日本電視台） - 佐藤宰子
- 救生圈 -朋友以上，不倫未滿-（2021年8月9日－9月27日，東京電視台） - 主演・中山麻衣子
- 勿說是推理（2022年2月7日－3月28日，富士電視台） - 萊卡
- 騙不了人的男人（2022年3月26日，日本電視台） - 淺香澪
- 為親愛的我致上殺意（2022年10月5日－11月30日，富士電視台） - 雪村京花
- Reversal Orchestra（2023年1月11日－3月15日，日本電視台） - 主演・谷岡初音
- 廚刀與小青椒 -一日料理帖-（2023年3月24日－5月26日，WOWOW） - 主演・桑乃木一日
- 愛麗絲在廚房（2024年1月21日－3月24日，日本電視台） - 主演・八重森ありす
- 真實的恐怖故事 25週年特別篇「合作結界」（2024年8月17日，富士電視台）- 神秘女子
- 秘密〜THE TOP SECRET〜（2025年1月20日－4月7日，關西電視台・富士電視台）- 三好雪子

### 舞臺劇
- 黄色い月-レイラとリーのバラッド-（2012年3月14日 - 18日，ザ・スズナリ） - レイラ
- ストリッパー物語（2013年7月10日 - 8月11日，東京 / 地方） - 美智子
- K.テンペスト（2014年10月29日 - 11月3日，まつもと市民芸術館）
- 狂人なおもて往生をとぐ -昔 僕達は愛した-（2015年2月10日 - 26日，東京藝術劇場）
- 我是真悟（2016年12月 - 2017年1月）- 主演 近滕悟（與高畑充希雙主演）

## 獎項
- 2014年
  - 第6回TAMA電影節（日语：TAMA CINEMA FORUM#TAMA映画賞）最優秀新進女優賞（《愛的放題（日语：愛の渦#映画）》、《黑金丑嶋君2》）[31]
  - 第36回橫濱電影節最優秀新人賞 （《愛的放題（日语：愛の渦#映画）》、《黑金丑嶋君2》、《平安日365天幸福的呼吸（日语：シャンティ デイズ 365日、幸せな呼吸）》）
  - 第88回電影旬報獎最優秀新人賞 （《愛的放題（日语：愛の渦#映画）》、《黑金丑嶋君2》、《平安日365天幸福的呼吸（日语：シャンティ デイズ 365日、幸せな呼吸）》）
- 2018年
  - 第42回黃金飛翔獎（日语：エランドール賞）新人賞[32]
- 2019年
  - 第61回藍絲帶獎主演女優賞《若松獨立Go Go Go（日语：止められるか、俺たちを）》[33]
  - 第41回橫濱電影節主演女優賞《再見了，唇（日语：さよならくちびる）》[34]

## 廣告
- 日本コカ・コーラ コカ・コーラ クリスマス ハピネストラック（2011年）
- UNIQLO
  - WAKE UP（2012年5月）[35]
  - フリース（2012年10月 / 2014年10月）
- 久原本家グループ 企業（2012年）
- エーザイ  エムティーアイ チョコラBB Feチャージ×ルナルナ（2013年1月 - ）
- 東京瓦斯 ガスの仮面（2013年10月 - ） - 舞（與竹野內豐）[13][36]
- So-net NURO光（2013年10月 - ）
- TRINITY ARTS niko and...（2014年3月 - ）

## 外部連結
- Humanité事務所官方網站 （页面存档备份，存于）
- 門脇麥在互联网电影资料库（IMDb）上的資料（英文）
- 門脇麥在豆瓣上的资料（简体中文） （中文）